# Benna canescens
Benna canescens är en insektsart som beskrevs av Walker 1857. Benna canescens ingår i släktet Benna och familjen kilstritar. Inga underarter finns listade i Catalogue of Life.